# 109330 Clemente
109330 Clemente è un asteroide della fascia principale. Scoperto nel 2001, presenta un'orbita caratterizzata da un semiasse maggiore pari a 3,0169060 au e da un'eccentricità di 0,0913140, inclinata di 11,79266° rispetto all'eclittica.